# Treviso-Marathon

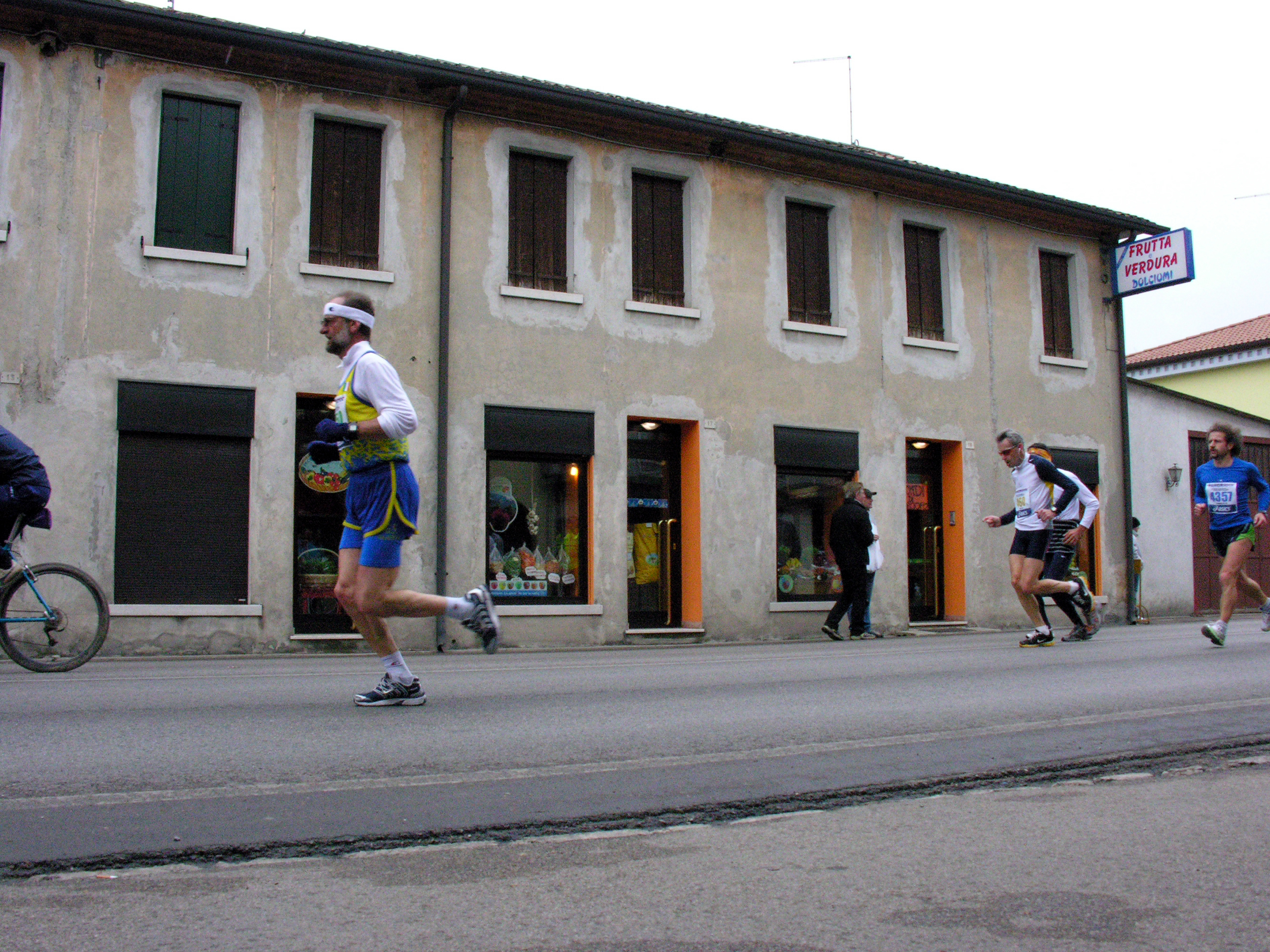
Läufer beim Treviso-Marathon 2007

Der Treviso-Marathon (italienisch Maratona di Treviso) ist ein Marathon in Treviso, der seit 2004 jährlich im März stattfindet. Er wird von einem Konsortium mehrerer Sportvereine der Region Venetien ausgerichtet und gehört zu den teilnehmerstärksten Marathonläufen Italiens.

## Organisation
2009 wurden die italienischen Marathon-Meisterschaften im Rahmen des Treviso-Marathons ausgetragen.
Der Punkt-zu-Punkt-Kurs startet in Vittorio Veneto und führt in Richtung Süden über die Gemeinden Colle Umberto, San Vendemiano, Conegliano, Susegana, Nervesa della Battaglia, Spresiano und Villorba zum Ziel in Treviso.
Die Strecke ist nach Richtlinien von AIMS und IAAF vermessen, wegen des starken Gefälles von 96 Höhenmetern zwischen Start und Ziel allerdings nicht bestenlistentauglich.

## Statistik

### Streckenrekorde
- Männer: 2:10:18 h, Benjamin Pseret (KEN), 2007
- Frauen: 2:28:03 h, Shitaye Gemechu (ETH), 2007

### Siegerliste
| Datum         | Männer                 | Nation  | Zeit    | Frauen             | Nation    | Zeit    |
| ------------- | ---------------------- | ------- | ------- | ------------------ | --------- | ------- |
| 27. März 2022 | Simon Kamau Kenjeri    | Kenia   | 2:15:37 | Denise Tappata     | Italien   | 2:45:45 |
| 31. März 2019 | Gilbert Chumba -2-     | Kenia   | 2:13:10 | Nancy Jelagat      | Kenia     | 2:36:22 |
| März 2018     | Gilbert Chumba         | Kenia   | 2:12:19 | Medina Armino      | Äthiopien | 2:33:17 |
| 5. März 2017  | Stefano La Rosa -2-    | Italien | 2:12:26 | Lucy Liavoga       | Kenia     | 2:52:12 |
| 6. März 2016  | Yohannes Semereab      | Eritrea | 2:17:32 | Marija Vrajić      | Kroatien  | 2:40:41 |
| 1. März 2015  | Stefano La Rosa        | Italien | 2:12:05 | Laura Giordano -3- | Italien   | 2:39:29 |
| 2. März 2014  | Simon Rugut            | Uganda  | 2:16:32 | Laura Giordano -2- | Italien   | 2:46:36 |
| 3. März 2013  | Said Boudalia          | Italien | 2:20:38 | Josephine Wangoi   | Kenia     | 2:43:32 |
| 4. März 2012  | Michael Kasis Chemchir | Marokko | 2:15:06 | Elena Cîrlan       | Rumänien  | 2:39:20 |
| 27. März 2011 | Ahmed Nasef            | Marokko | 2:13:57 | Martina Celi       | Italien   | 2:36:14 |
| 14. März 2010 | Ottaviano Andriani     | Italien | 2:12:49 | Amelework Fekadu   | Äthiopien | 2:33:09 |
| 29. März 2009 | Migidio Bourifa        | Italien | 2:14:14 | Laura Giordano     | Italien   | 2:35:36 |
| 30. März 2008 | Denis Curzi -2-        | Italien | 2:13:27 | Helena Javornik    | Slowenien | 2:28:36 |
| 25. März 2007 | Benjamin Pseret        | Kenia   | 2:10:18 | Shitaye Gemechu    | Äthiopien | 2:28:03 |
| 12. März 2006 | Rachid Kisri           | Marokko | 2:10:34 | Deborah Toniolo    | Italien   | 2:28:31 |
| 6. März 2005  | Denis Curzi            | Italien | 2:11:37 | Alemu Zinash       | Äthiopien | 2:40:53 |
| 14. März 2004 | Fabio Rinaldi          | Italien | 2:11:48 | Hafida Izem        | Marokko   | 2:37:58 |

### Entwicklung der Finisherzahlen
| Jahr | Gesamt | davon Frauen |
| ---- | ------ | ------------ |
| 2017 | 0801   | 140          |
| 2016 | 1180   | 181          |
| 2015 | 1551   | 242          |
| 2014 | 1836   | 261          |
| 2013 | 2550   | 357          |
| 2012 | 2050   | 234          |
| 2011 | 2202   | 289          |
| 2010 | 2224   | 281          |
| 2009 | 2857   | 341          |
| 2008 | 4627   | 560          |
| 2007 | 3678   | 410          |
| 2006 | 3381   | 398          |
| 2005 | 2694   | 284          |
| 2004 | 2661   | 305          |